# Гребениковка
Гребениковка (укр. Гребениківка) — село,
Гребениковский сельский совет,
Тростянецкий район,
Сумская область,
Украина.
Код КОАТУУ — 5925081601. Население по переписи 2001 года составляло 850 человек.
Является административным центром Гребениковского сельского совета, в который, кроме того, входят сёла
Братское,
Градское и
Набережное.

## Географическое положение
Село Гребениковка находится на одном из истоков реки Бобрик,
ниже по течению на расстоянии в 0,5 км расположено село Юсуповка (Краснопольский район).
На расстоянии в 0,5 км расположено село Набережное.
На реке несколько запруд.
Рядом проходит автомобильная дорога Н-12.

## Экономика
- Молочно-товарная ферма.
- ЗАО «им. Шевченко».
- ЗАО НПП «Райз-Агро».

## Объекты социальной сферы
- Школа.
- Гребениковская специальная общеобразовательная школа-интернат.
- Дом культуры.

## Известные люди
- В селе родились Герои Советского Союза Григорий Иванович Левченко и Илья Яковлевич Яковенко.